# 마이스너 (헤센주)

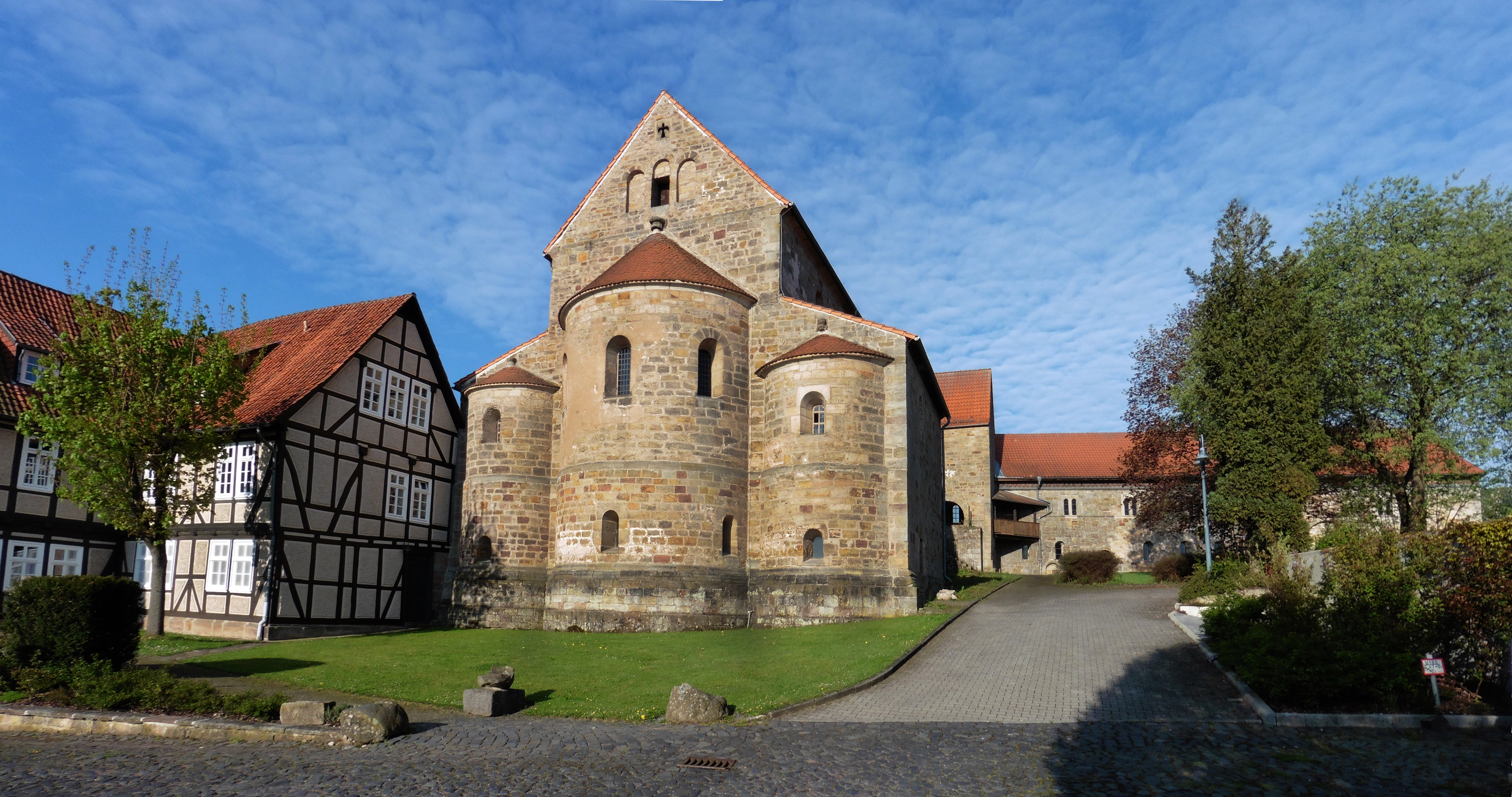

마이스너(독일어: Meißner)는 독일 헤센주의 도시이다.